# Хан Кинези
Хан Кинези, Ханзу, Хан народ (кин: 漢族 / 汉族) су највећа етничка заједница на свету, око 1,31 милијарди припадника (око 19% од укупне светске популације). Настањени су највише у Народној Републици Кини и Републици Кини, али такође имају много исељеника у свету, посебно у Индонезији, Тајланду, Малезији, Сингапуру, као и у другим државама света.

## Етимологија
Реч Хан потиче од династије Хан, која је заменила династију Ћин, и која је успела да уједини целу Кину. Име династије долази од реке Хан у централном делу Кине.

## Исељавања
Исељавања Хан Кинеза су почела 1276, то јест након монголске инвазије. Многи су се преселили у пределе југоисточне Азије, и населили урбана средишта где су се бавили трговином. Трговина је остала главна преокупација њихових исељеника све до данашњих дана. У многим земљама Кинези су постали бизнисмени, неки су обични мали трговци али неки су постали и власници великих међународних корпорација. И богати и сиромашни Кинези су остали верни својој традиционалној култури, па им је пиринач и данас главна храна, а штапићи за јело и даље су главни прибор. Посебну пажњу посвећују обичајима венчања и брака.
Током јапанске окупације Кине у Другом светском рату, међу исељеним Хан Кинезима је почео да расте националистички покрет. Чланови покрета су почели да пружају снажну подршку Кини. Када су комунисти 1949. завладали земљом, Кинези су наставили да пружају велику помоћ домовини.

## Језик и локалне групе
Језици Хан Кинеза, који се често не могу међусобно разумјети, припадају великој породици сино-тибетских језика. Најбројнија етничка група Хан Кинеза такође говори низом мање или више разумљивих дијалеката.
1. Веома бројна група Кантонских Хан Кинеза који говоре дијалектом (или језиком) јуе раширена је у 45 држава с укупно 65.571.000 људи. Највише их је изван Кине у Малезији, где их живи 1.297.000. Овдје треба напоменути да 20.000 Кинеза у Гватемали говори шпански, а има их и 1.100 у Португалији који се служе португалски језиком. Такође 21.000 кантонских Хан Кинеза живи на Маурицијусу, а говоре језиком хакка.
2. Чаоџоу Хан Кинези, настањени у Француској, тек 10.000 припадника, говоре језиком мин нан.
3. Група Дан, која говори језиком јуе, настањена је у земљи матици, има 4.414.000 припадника.
4. Фукинески Хан Кинези, ова група настањена је на Брунејима и има тек 3.400 чланова. Говоре језиком јуе.
5. Ган Кинези (који такође припадају правим Хан Кинезима) броје 37.560.000 душа, живе у Кини и говоре језиком ган.
6. Хајнански Кинези живе у 5 држава (највише у Кини), свих скупа има их 5.578.000. Остали живе у Камбоџи (14.000), Малезији (104.000), Сингапуру (170.000) и Тајланду (6.500). Говоре језиком мин нан.
7. Хакка Кинези броје 37.310.000 душа, живе у двадесетједној држави. Ван Кине највише их је на Тајвану (2.254.000) и Малезији (1.764.000), сви говоре језиком хакка.
8. Хуи'ан Кинези (160.000) живи у Кини и говоре језиком мин донг.
9. Хуејџоу Кинези (3.913.000) говоре истоименим језиком.
10. Ђин Кинези (57.315.000), сви из Кине, говоре јинyу.
11. Мандарински Кинези (највећа Хан група) 816.319.000 припадника, говоре мандарински живи у 94 државе. На Тајвану их има 4.12.000; у Сједињеним Државама (1.483.000); у Бангладешу 2.500; 80.000 у Француској; 11.000 у Мексику; 31.000 на Новом Зеланду; 140.000 у Русији; 694.000 у Вијетнаму. Ових Кинеза има чак и по неким егзотичним острвима и државицама као што су: Вануату (400); Тувалу (30); Ниуе (10), и још цијелом низу држава.
12. Мин Беј Кинези живе у 6 држава, највише у Тајланду (5.623.000) и у матици (2.632.000). Сви говоре мин беј. Има их и на Брунејима, Сингапуру, Индонезији и Малезији.
13. Мин Донг Кинези (9.313.000), који говоре истоимени језик живи у 6 држава, највише у Кини (9.040.000), те нешто у Индонезији, Брунеју, Малезији, Сингапуру и Тајланду.
14. Мин Нан Кинези (39.670.000), углавном у Кини (32.601.000) говоре мин нан. Живе укупно у 13 држава, изван Кине највише у Малезији (2.021.000). Такође у Сингапуру, Тајланду, Филипинима, Сједињеним Државама и другде.
15. Мин Зхонг Кинези (820.000), говоре мин зхонг, живе у Кини.
16. Пингху Кинези из Кине говоре сјеверни зхуанг. Има их 2.508.000.
17. Пу-Xиан из Сингапура, њих 6.000, говори пу-џиан.
18. Пуџиан Кинези из Кине (2.706.000) и непознатог броја у Малезији говоре пу-џиан.
19. Схаојианг (895.000) из Кине говоре јужни зхуанг.
20. Схаозхоу, из Кине (961.000) говоре мин нан.
21. Тајвански Кинези 800 у Костарици говоре Јангсхунг и 1,000 у Француској се служи мандаринским.
22. Теоцхењ живе у Малезији (891.000), Сингапуру (534.000) и Камбоџи (174.000), сви говоре мин нан.
23. Ваџианг из Кине (328.000) говоре Ваџиангхуа.
24. Венцхоњ Кинези у Француској (20.000) говоре језиком Ву.
25. Ву Кинези у Кини (84.202.000) и још девет држава говоре Ву.
26. Xианг (37.056.000) у Кини који говоре џианг, имају и непознат број припадника у Сједињеним Државама, Уједињеном Краљевству и Канади.
27. Xунпу Кинези из Кине (1.100) говоре мин нан.